# Укшозеро (озеро, Прионежский район)
У́кшозеро (У́кшезеро, У́кша) — озеро в Карелии, на границе Кондопожского (северная часть озера) и Прионежского (южная часть) районов.

## Общие сведения
Котловина тектонического происхождения.
Форма неправильная, вытянута с северо-запада на юго-восток, крупный залив — Сургуба. Берега высокие, каменисто-песчаные. На озере 14 островов общей площадью 0,56 км². Многолетняя максимальная амплитуда колебания уровня 2,61 м, средняя 1,88 м.
Основной приток через искусственную Косалмскую протоку из Кончозера. С запада Укшозеро через пролив Соломенный соединено с озером Сургубским.
В юго-восточной части озеро связано протокой с рекой Шуя. Грунты дна в основном илистые, встречается озёрная руда, в прибрежной зоне грунты каменисто-песчаные.
Высшая водная растительность представлена тростником в заливах.
В озере обитают ряпушка, лещ, щука, сиг, окунь, налим, плотва, ёрш. Из реки Шуя в озеро периодически поднимается лосось.
Озеро служит источником водоснабжения посёлка Мелиоративный и приёмником коммунально-бытовых сточных вод посёлка Бесовец.

## Фотогалерея

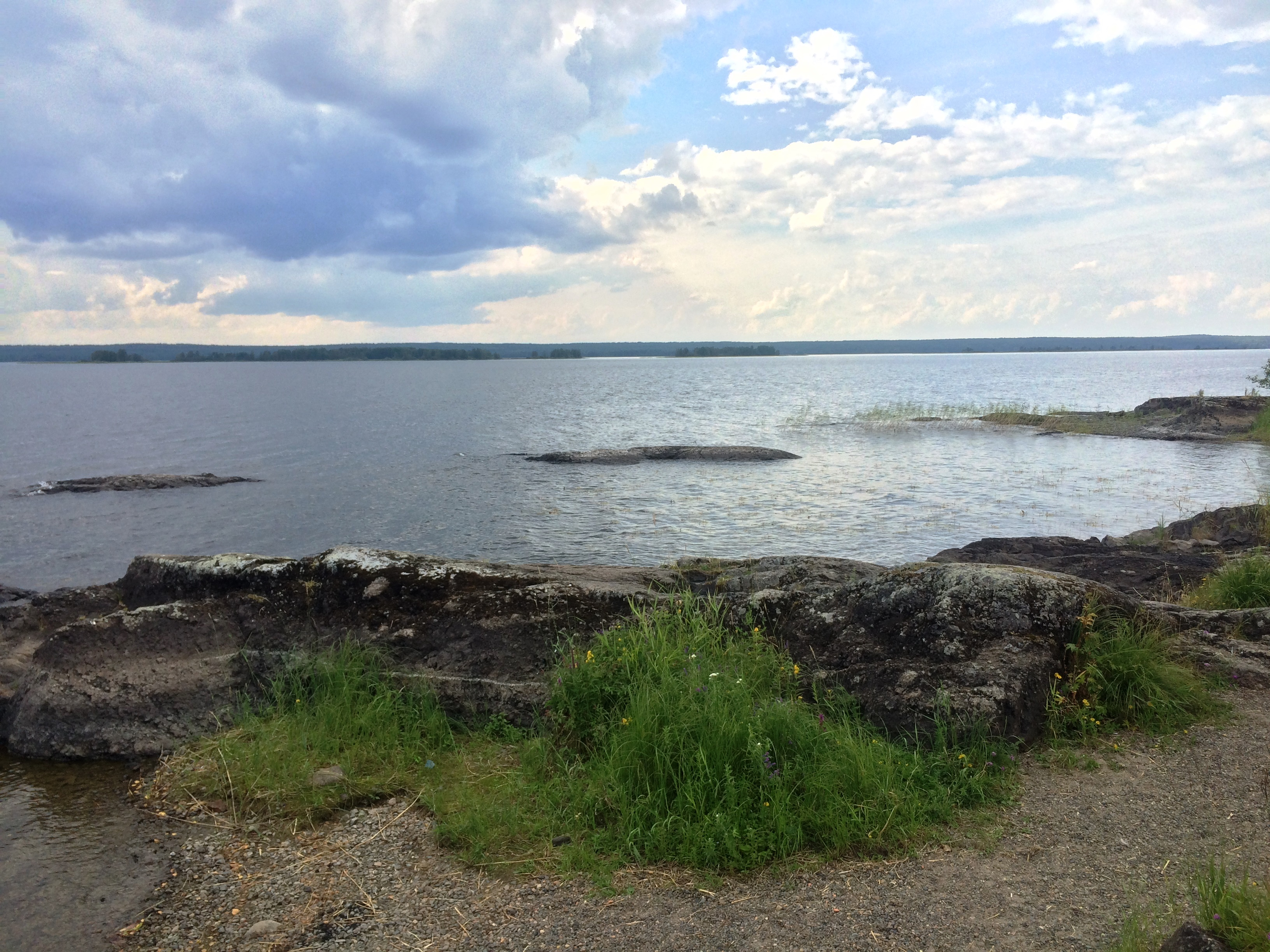
Вид на озеро из деревни Царевичи
Памятник погибшему экипажу Ил-14 на Сургубе
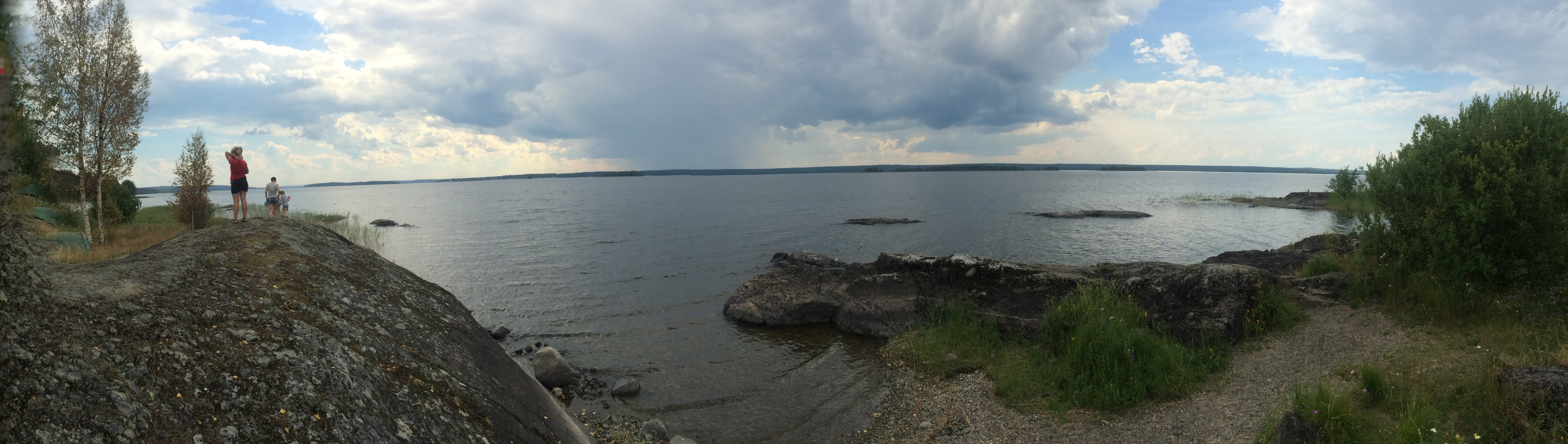
Панорама